# 山田二郎ワイドで勝負!90分
山田二郎ワイドで勝負!90分（やまだじろうワイドでしょうぶ!90ふん）は、1976年10月4日から1977年4月1日まで放送されていた、TBSラジオのラジオ番組である。

## 概要
本番組は、前年（1975年度）のTBSラジオナイターオフ編成の番組として放送された『二郎で勝負 歌謡曲でかっとばせ!』に引き続き、TBSスポーツアナウンサーの山田二郎がパーソナリティーを務めた、1976年度のナイターオフ番組である。

## 放送時間
- 平日【月～金】 18：30 - 20：00

### 主な番組コーナー
- ラジオストーブリーグ 燃えろ!ジャイアンツ
- 加藤武のラジオ国語辞典
- 歌謡ミュージックレター
- 小さん従軍記

## 出演者
- 山田二郎（TBSアナウンサー【当時】） - メインパーソナリティ
- 加藤武 - ラジオ国語辞典担当
- 5代目柳家小さん - 小さん従軍記担当